# Beckombergaskolan

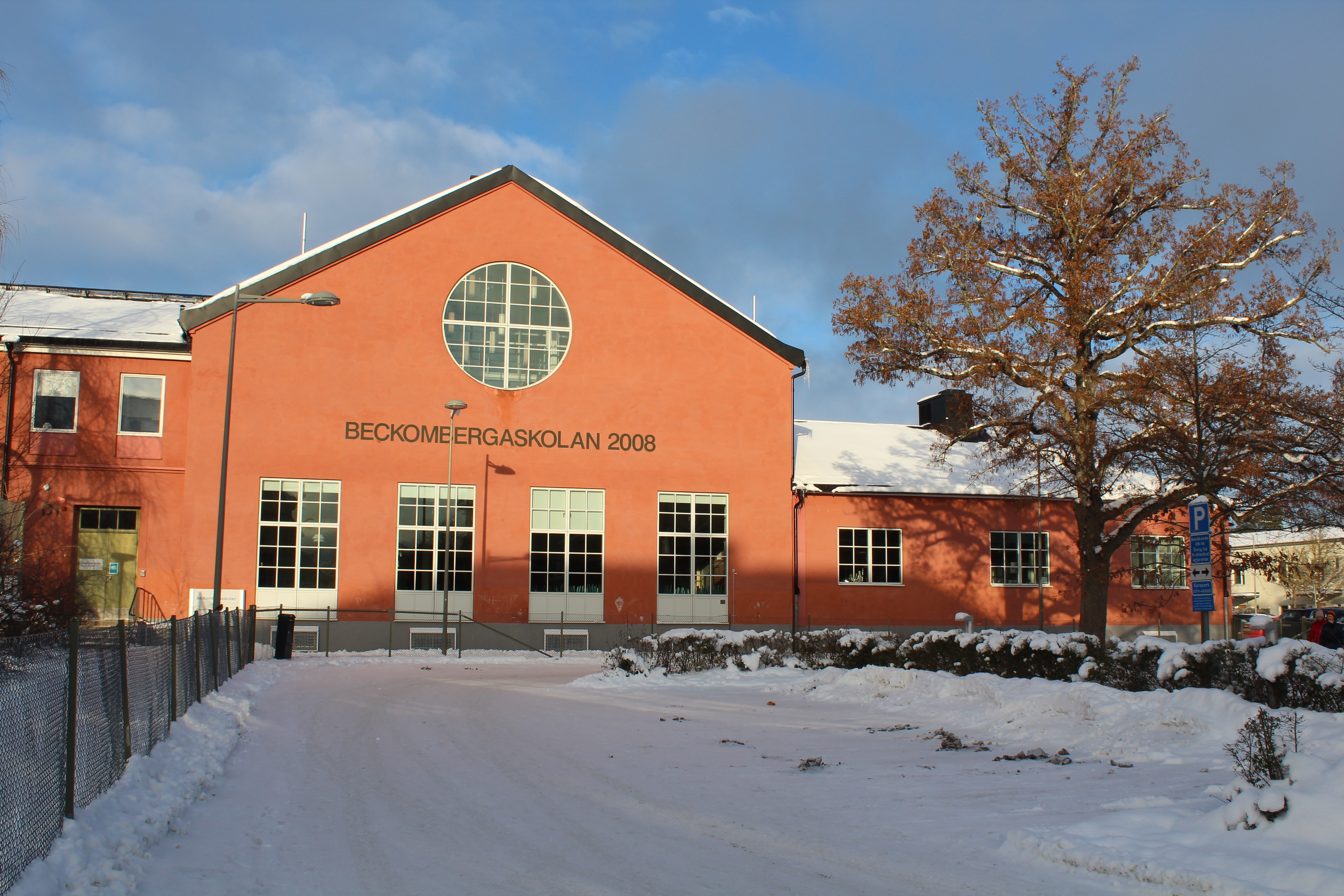
Beckombergaskolan, byggnad från 1960-talet.

Beckombergaskolan är en kommunal grundskola i stadsdelen Beckomberga i Bromma, väster om Stockholm med omkring 500 elever och cirka 80 anställda. Skolan ligger på Styresman Sanders väg 14 i Beckomberga och har undervisning i årskurserna F-6, det vill säga årskurserna 1, 2, 3, 4, 5 och 6 samt förskoleklass. Beckombergaskolan är idag en treparallellig F-6 skola. För att inrymma alla klasser har ombyggnationer av skolan varit nödvändig. Arkitekt till de äldre byggnaderna på området var Knut Ljunglöf 1890 och Carl Westman 1934. Cedervalls arkitekter AB ritade de nya byggnaderna 2007-2009.
Beckombergaskolan, som hette tidigare Söderbergaskolan, är inrymd i en av de gamla byggnaderna, som byggdes år 1960 på Beckomberga sjukhusområde mitt i en uppvuxen engelsk park med gröna lummiga träd i Beckomberga Park. Beckombergaskolan utgörs av ett före detta stall och pannhus. Tre byggnader har byggts om och anpassats för skolverksamhet och två separata byggnader har uppförts mellan år 2006-2010. 

## Skolans verksamhet
Verksamheterna i Beckombergaskolan, som är en F-6 skola, är förskoleklass, grundskola 1-6, grundsärskoleklass 2-6, skolbarnomsorg åk F-3 och fritidsklubb för år 4-6.
Beckombergaskolan har nyligen byggts ut och har elever från förskoleklass till grundskoleklass åk 6. Dessutom finns en liten grundsärskoleklass. Alla klasser med tillhörande personal är placerade F-1-2 respektive åk 3, åk 4, åk 5 och åk 6 i Hemvist. I Hemvisten för de yngre barnen går cirka 75 elever. Kring dessa elever arbetar förskollärare, fritidspedagog, lärare och barnskötare i samverkan kring elevens hela dag. Eleverna i Hemvistet använder samma lokaler under skoltid och fritidstid. Beckombergaskolans sex Hemvist är Asken, Eken, Rönnen, Björken, Linden och Silvergranen. Samarbetet mellan eleverna i de olika klasserna sker bland annat på elevens val, vid temaarbeten och fadderverksamhet.
Skolan har en multisportplan med konstgräs för aktiva raster och tillsammans med vuxna organiseras fotbollsmatcher dagligen. På rasterna organiseras olika aktiviteter och ibland utmaningar i form av att vuxna utmanar barnen eller tvärt om. Skolgården är grön och inbjudande med många roliga leksaker som klätterställningar, bollar och sparkcyklar.
I F-3 arbetar Beckombergaskolan i integrerade arbetslag, där personalen tillsammans ansvarar för barnets hela skoldag och skolbarnomsorg.
Beckombergaskolans fritidshem strävar ständigt efter att använda ett arbetssätt som är stimulerande, varierat och väcker nyfikenhet. Skolans har arbetat fram ett värdegrundshäfte som används aktivt i arbetet för att skapa en trygg och gynnsam skolmiljö. Elever, lärare och pedagoger på fritids arbetar tillsammans i arbetslag och i hemvisten. Skolan har väl fungerande rutiner och traditioner.
Beckombergaskolans grundsärskola (F-5) är en kommunal grundsärskola. De kommunala grundskolorna antar elever utifrån bestämmelser i skollagen och urvalsgrunder som Utbildningsnämnden beslutat om. Bestämmelserna innebär bland annat att skolpliktiga barn har rätt till en plats på en skola i närheten av sitt hem samt att vårdnadshavare i mån av plats har rätt att välja skola till sitt barn.

## Byggnaderna

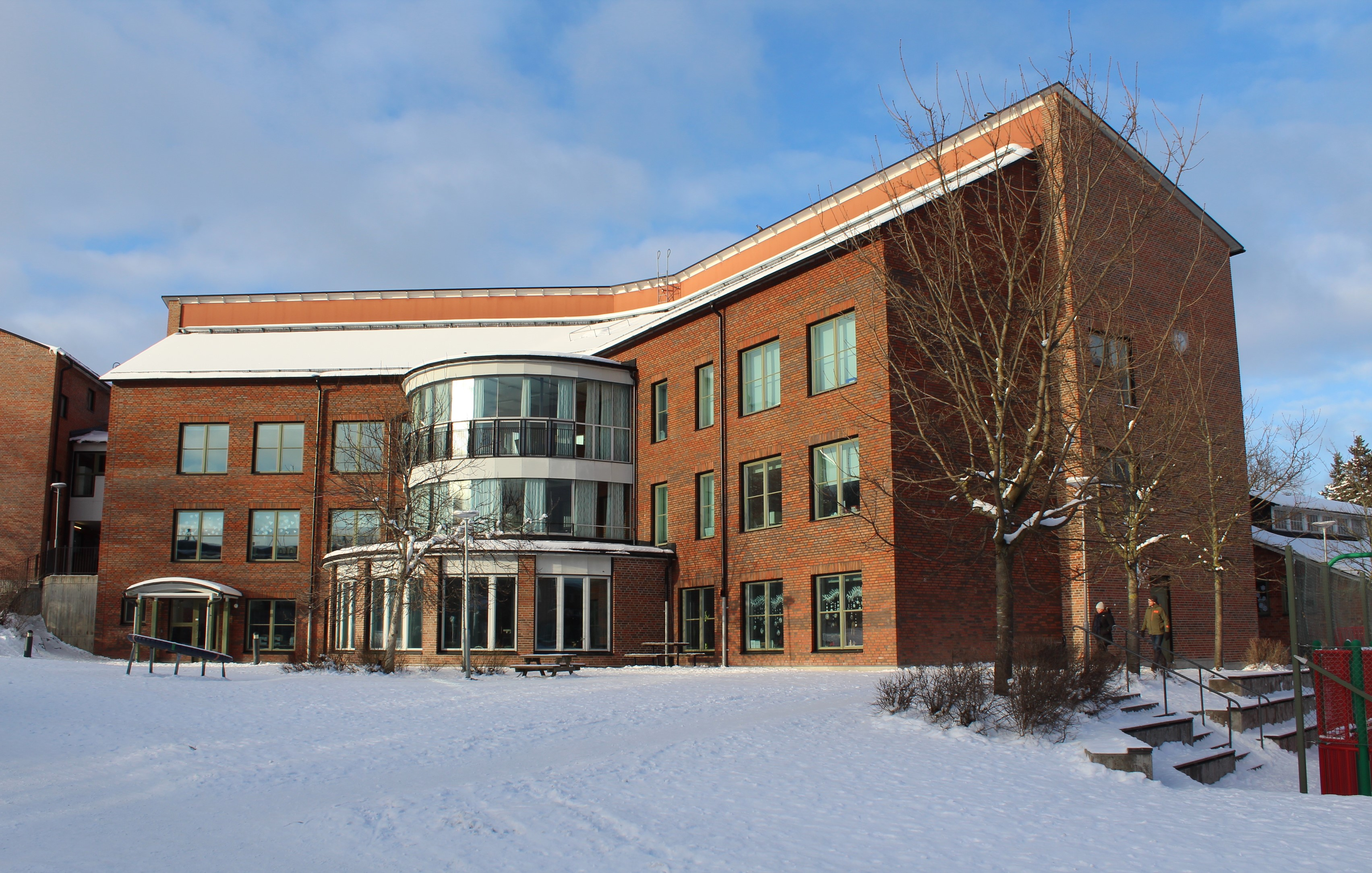
Beckombergaskolan, byggnad från 2000-talet.

För Beckombergaskolan byggde Skolfastigheter i Stockholm AB, SISAB, under åren 2006-2009 om tre hus om cirka 3.300 m2 inom Beckomberga sjukhusområde och gjorde en nybyggnad av två hus om cirka 3.000 m2 inom området. Ombyggnaden gjordes i två etapper. Beckombergaskolan planerades så att den efter ombyggnaden skulle vara en skola för barn i åldrarna 1-12 år.
Flera av de äldre byggnaderna renoverades varsamt exteriört och fick modern inredning. Några större om- och tillbyggnader samt reparationer genomfördes. 2013 dränerades kring multiarenan. 2012 byggdes ett nytt uteförråd, markarbeten utfördes och belysning till vindar i Hus B och C installerades. 2006-2010 fick Hus A en ombyggnad och verksamhetsanpassning för heldagsomsorg samt Hus B fick en nybyggnad för heldagsomsorg. Hus C fick också en nybyggnad för heldagsomsorg. Hus D, "Pannhuset", byggdes om för heldagsomsorg med skolrestaurang och administration och Hus E, "Stallet" fick en ombyggnad för förskola. En välutrustad musiksal finns i ett av skolans relativt nybyggda hus. Skolgården upptar en yta om 19.000 m2, som är anpassad för verksamheten och där finns också konstnärlig utsmyckning.